# Дієго Колотто
Дієго Колотто (ісп. Diego Colotto, нар. 10 березня 1981, Ріо-Кварто) — аргентинський футболіст, що грав на позиції захисника.

## Клубна кар'єра
Народився 10 березня 1981 року в місті Ріо-Кварто. Вихованець футбольної школи клубу «Естудьянтес». В основній команді дебютував 16 лютого 2001 з нічиєї 1:1 у матчі проти «Велес Сарсфілда» і швидко закріпився в основному складі клубу, де провів чотири сезони, взявши участь у 116 матчах чемпіонату.
У грудні 2004 року був викуплений мексиканським «Естудіантес Текос» за 1,1 млн доларів США, де грав протягом трьох років, після чого перейшов в інший місцевий клуб «Атлас».
30 серпня 2008 Колотто за 2,5 млн євро перейшов в іспанське «Депортіво». У своєму першому сезоні за клуб дебютував у єврокубках, зігравши у Кубку УЄФА, де забив два голи у поєдинку проти норвезького «Бранна» в першому раунді, проте команда в підсумку програла в серії пенальті. У сезоні 2009/10 у чемпіонаті Іспанії відзначився тричі: двічі він вразив ворота «Тенеріфе» принісши перемогу 1:0 в гостях і 3:1 вдома. У тому сезоні «Депортіво» став десятим, а у наступному команда зайняла 18 місце і вилетіла з вищого дивізіону, втім Колотто залишився у команді ще на рік і допоміг їй виграти Сегунду та повернутись в еліту.
22 червня 2012 року на правах вільного агента перейшов в інший клуб вищого іспанського дивізіону «Еспаньйол», де провів наступні три сезони.
У другій половині 2015 року грав у індійській Суперлізі за «Пуне Сіті», зайнявши з нею 7 місце серед 8 команд, після чого повернувся на батьківщину, де недовго пограв за «Ланус» у їх чемпіонському сезоні 2016 року, а завершив кар'єру у «Кільмесі», за який виступав протягом 2016—2018 років і був капітаном команди.

## Виступи за збірну
У складі молодіжної збірної Аргентини грав на домашньому молодіжному чемпіонаті світу 2001 року, де зіграв 7 матчів і забив гол у фіналі проти Гани (3:0), ставши чемпіоном світу.

## Титули і досягнення
- Чемпіон Аргентини (1): 2016
- Переможець Сегунди Іспанії (1): 2011/12
- Володар Кубка Інтертото (1): 2008
- Чемпіон світу серед молоді (1): 2001